# موجة صوتية سطحية

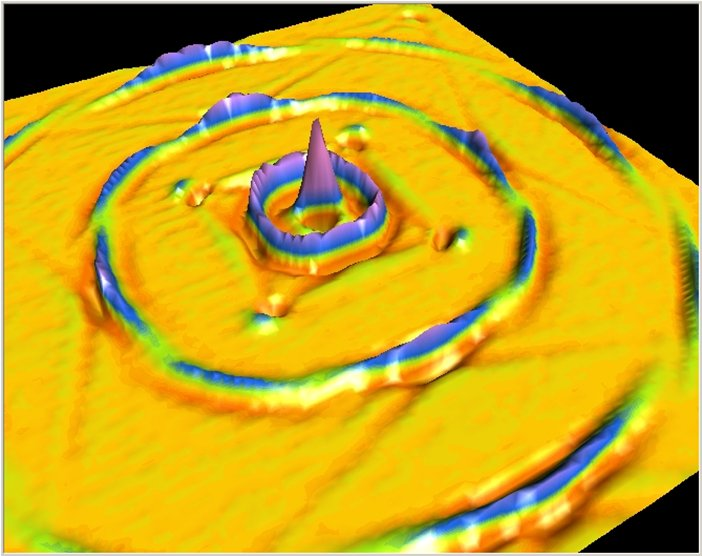
صورة تجريبية لأمواج صوتية سطحية على بلورة من أكسيد التيلوريوم.

الموجة الصوتية السطحية هي موجة صوتية تنتقل على طول سطح مادة تتميز بمرونتها، ويكون للموجة سعة (مطال) والذي يتخامد بشكل أسي بشكل متناسب مع سماكة المادة، بشكل تكون فيه الأمواج محتجزة إلى عمق طول موجة واحدة.